# Годефридус фон Флекенщайн
Годефридус фон Флекенщайн (на немски: Godefridus von Fleckenstein; * пр. 1165; † сл. 1189) е благородник от фамилията на имперските министериали Флекенщайн от Елзас и господар на замък Флекенщайн (на френски: Château de Fleckenstein).

## Произход
Той е големият син на Готфрид фон Флекенщайн († сл. 1129). Брат е на Конрадус фон Флекенщайн († сл. 1189), дядото на Хайнрих I фон Флекенщайн († 1259), и на Фридерикус фон Флекенщайн (* пр. 1165).

## Деца
Годефридус фон Флекенщайн е баща на:
- Волфрам фон Флекенщайн

## Галерия
- Замък Флекенщайн
- Останки от замък Флекенщайн